# Vincent Kirabo
Vincent Kirabo (* 1. Oktober 1955 in Kyanaisoke, Uganda) ist ein ugandischer Geistlicher und römisch-katholischer Bischof von Hoima.

## Leben
Vincent Kirabo empfing am 9. September 1979 die Priesterweihe für das Bistum Hoima.
Papst Franziskus ernannte ihn am 30. November 2015 zum Bischof von Hoima. Die Bischofsweihe spendete ihm der Erzbischof von Mbarara, Paul Bakyenga, am 28. Februar des folgenden Jahres. Mitkonsekratoren waren der Altbischof von Hoima, Albert Edward Baharagate, und Lambert Bainomugisha, Weihbischof in Mbarara.